# Uniwersytet Bocconiego
Uniwersytet Bocconiego, pełna nazwa: Uniwersytet Handlowy im. Luigiego Bocconiego (wł. Università commerciale Luigi Bocconi) – niepubliczny uniwersytet założony w 1902 roku w Mediolanie przez Ferdinando Bocconiego, bogatego kupca włoskiego. Nazwa uniwersytetu upamiętnia syna założyciela, Luigiego, który zginął w bitwie pod Aduą.
Jest uznawany za jedną z wiodących instytucji edukacyjnych w Europie, w zakresie ekonomii i finansów. 
Misją uczelni jest „promocja harmonii między szkołą a życiem” (słowa pierwszego rektora, Leopoldo Sabbatiniego). Uniwersytet Bocconiego jest popularny w całej Europie. Zajęcia prowadzone są również w języku angielskim, dzięki czemu naukę mogą podjąć studenci z innych krajów. Dodatkowo uczelnia współpracuje z międzynarodowymi firmami oraz działa w środowiskach ekonomicznych i biznesowych, co pozwala jej oferować nowe techniki nauczania i metody badawcze.